# 革命の娘たち
『革命の娘たち』（かくめいのむすめたち、Daughters of Revolution）は、アメリカ合衆国の画家グラント・ウッドが1932年に描いた絵画である。ウッドはこの作品を、自身の作品の中で唯一の風刺作品であると述べている。

## 背景
1927年、ウッドはアイオワ州シーダーラピッズの退役軍人記念館に飾るステンドグラスの制作を依頼された。アメリカ産のガラスの品質に不満を持ったウッドは、ドイツから取り寄せたガラスでステンドグラスを制作した。しかし、アメリカ革命の娘たち(DAR)の地元支部の女性たちは、第一次世界大戦の記念碑となるステンドグラスにその敵国だったドイツのガラスを使用したことに対して抗議した。彼女らは、まだ世間に残る反ドイツ感情に訴えかけ、その他の市民たちもその抗議に賛同した。そのため、制作したステンドグラスは1955年まで納品されなかった。
ウッドはDARについて、「あのトーリー党の女ども」「共和国に生まれながらの貴族階級を作ろうとしている奴ら」と評した。この事件の5年後、ウッドは『革命の娘たち』を描いた。ウッドはこの作品について、自身の唯一の風刺作品であると述べている。

## 作品
色褪せたドレスを着た3人の中年女性が座っている。その背後に、1851年に描かれた絵画『デラウェア川を渡るワシントン』が掲げられており、その対比が強調されている。この絵画の主題はアメリカ独立戦争（アメリカ革命）におけるジョージ・ワシントンであるが、ドイツ系アメリカ人のエマヌエル・ロイツェがドイツで描いたものであるという皮肉になっている。また、作中の女性が身につけている衣装には、ウッドが自身の母親のためにドイツで買い求めたレースの襟や琥珀のピンがつけられている。

## 批評
批評家は、作中の女性たちと、独立戦争中のワシントンの偉業の一つを描いた絵を並置したことについてコメントしている。
トリップ・エヴァンスによるウッドの伝記"Grant Wood, A Life"（2010年）について、ヘンリー・アダムスはその書評の中で、この作品に描かれているのは女性ではなく男性であり、デラウェア川を渡るワシントンを描いた絵の前に座る、女装した人物としての建国の父たちが描かれていると述べている。エヴァンスの著書の中では、ウッドの同性愛者疑惑と、「性転換」への憧れについて論じられている。
デボラ・ソロモンはエヴァンスの本の書評の中で、本書はウッドが同性愛者であることを誇張しすぎており、彼の作品を解釈する上でこの見方を押し出し過ぎていると述べ、ウッドは無性愛者であると表現した方が良いと主張している。ソロモンは、ウッドは死者に取り憑かれているとして、「彼は死者との交流に憧れ、魅惑的で哀愁的なこの絵画の中で時間を遡った。彼はアメリカ芸術における本質的な変人の一人として記憶されるべきだ」と述べた。ウッド自身、この作品について「かなり堕落した絵である。題材に乗せられている」と述べている。